# Hernán Maisterra
Hernán Martín Maisterra (Buenos Aires, Argentina; 7 de septiembre de 1972) es un futbolista argentino que se desempeñaba como centrocampista.

## Trayectoria
Surgido de Platense, tuvo un paso por el fútbol mexicano antes de ser fichado por River Plate en marzo de 1997. Debutó con el equipo ese mes, en un Superclásico ante Boca Juniors. Aunque tuvo un rol secundario, fue integrante del plantel que conquistó el Clausura 1997, el Apertura 1997 y la Supercopa Sudamericana 1997.
Posteriormente regresó a Platense en 1999 y en 2001 dejó de nuevo su país para jugar en The Strongest de Bolivia.
Su última experiencia como futbolista profesional fue jugando para Godoy Cruz, club al que llegó en 2004.

### Clubes
| Club          | País      | Año       |
| ------------- | --------- | --------- |
| Platense      | Argentina | 1993-1995 |
| León          | México    | 1995      |
| Platense      | Argentina | 1996-1997 |
| River Plate   | Argentina | 1997-1999 |
| Platense      | Argentina | 1999-2001 |
| The Strongest | Bolivia   | 2001-2002 |
| Los Andes     | Argentina | 2002-2003 |
| Godoy Cruz    | Argentina | 2004-2005 |

### Director Técnico
- Director Técnico C.A.I. Primera División 2009 - 2010 Argentina
- Ayudante de campo Audax Italiano 2010 - 2011 Chile